# 平壤莎莉
平壤莎莉（英文：Pyongyang Sally）是朝鮮戰爭時期朝鲜的一名英語廣播播音員。其真實姓名不詳，平壤莎莉是美國方面對其的代稱。當時，北韓軍方試圖通過廣播的形式對南進行宣傳，其戰術是朝鲜心理戰的一部分。平壤莎莉因其播報時的語氣慷慨激昂而著稱，並一再被後世朝鲜播音員所仿效。